# شيلتون دوس سانتوس
شيلتون دوس سانتوس مواليد 10 أغسطس 1982 في كويابا، ماتو غروسو، البرازيل، هو لاعب كرة سلة محترف برازيلي يلعب مع فريق فلامنغو لكرة السلة في الدوري البرازيلي لكرة السلة كلاعب وسط ويحمل الرقم 6. يبلغ طوله 6 قدم 6 بوصة (2.0 م).

## روابط خارجية
- شيلتون دوس سانتوس على موقع كرة السلة الأوروبية.كوم (الإنجليزية)